# جنيفر ديفيدسون (سيدة أعمال)
جنيفر ديفيدسون (بالإنجليزية: Jennifer Davidson)‏ هي سيدة أعمال أمريكية، ولدت في 1969، وتوفيت في 1 ديسمبر 2007.